# Lenovo Center
Lenovo Center, voorheen PNC Arena (oorspronkelijk Raleigh Entertainment & Sports Arena en voorheen het RBC Center) is een overdekt stadion in Raleigh, North Carolina. De arena biedt 19.722 plaatsen bij basketbalwedstrijden en 18.680 voor ijshockey, inclusief 59 suites, 13 logeboxes en 2.000 clubstoelen. Het gebouw heeft drie gangen en een restaurant met 300 zitplaatsen.

## Geschiedenis
Het idee van een nieuwe basketbalarena ter vervanging van het langdurige thuis van Wolfpack, Reynolds Coliseum, ontstond voor het eerst in de jaren 1980 onder de visie van de toenmalige Wolfpack-coach Jim Valvano.

## Lijst met concerten en andere evenementen
| Lijst van concerten in het stadion      | Lijst van concerten in het stadion                   | Lijst van concerten in het stadion | Lijst van concerten in het stadion                            |
| Artist                                  | Event                                                | Date                               | Opening act(s)                                                |
| --------------------------------------- | ---------------------------------------------------- | ---------------------------------- | ------------------------------------------------------------- |
| AC/DC                                   | Stiff Upper Lip World Tour                           | April 1, 2001                      | Wide Mouth Mason                                              |
| Alan Jackson                            | —                                                    | October 27, 2017                   | Lauren Alaina                                                 |
| Ariana Grande                           | The Honeymoon Tour                                   | September 24, 2015                 | Prince Royce & Who Is Fancy                                   |
| Ariana Grande                           | Sweetener World Tour                                 | November 22, 2019                  |                                                               |
| The Avett Brothers                      | —                                                    | December 31, 2015                  |                                                               |
| The Avett Brothers                      | True Sadness Tour                                    | December 31, 2017                  | The Felice Brothers & Mandolin Orange                         |
| Avril Lavigne                           | The Best Damn Tour                                   | July 30, 2008                      |                                                               |
| Backstreet Boys                         | Into the Millennium Tour                             | February 18, 2000                  |                                                               |
| Backstreet Boys                         | Black &amp; Blue Tour                                | June 13, 2001                      | Krystal Harris & Shaggy                                       |
| Barry Manilow                           | —                                                    | April 26, 2013                     |                                                               |
| Beyoncé                                 | The Beyoncé Experience                               | July 28, 2007                      | Robin Thicke                                                  |
| Billy Joel                              | Billy Joel in Concert                                | February 9, 2014                   |                                                               |
| The Black Eyed Peas                     | The E.N.D. World Tour                                | February 19, 2009                  | Ludacris & LMFAO                                              |
| The Black Keys                          | Turn Blue Tour                                       | December 5, 2014                   | St. Vincent                                                   |
| Bob Segar & the Silver Bullet Band      | Rock and Roll Never Forgets Tour                     | April 27, 2013                     | Big Daddy Love                                                |
| Bon Jovi                                | Bounce Tour                                          | March 21, 2003                     |                                                               |
| Bon Jovi                                | Because We Can Tour                                  | November 6, 2013                   |                                                               |
| Bon Jovi                                | This House Is Not for Sale Tour                      | April 24, 2018                     | Iron Dynamite                                                 |
| Brantley Gilbert                        | Let it Ride Tour                                     | October 30, 2014                   |                                                               |
| Britney Spears                          | Dream Within a Dream Tour                            | December 14, 2001                  | LFO                                                           |
| Britney Spears                          | Femme Fatale Tour                                    | August 21, 2011                    | Destinee &amp; Paris & DJ Pauly D                             |
| Bruce Springsteen and the E Street Band | Bruce Springsteen and the E Street Band Reunion Tour | April 22, 2000                     |                                                               |
| Bruce Springsteen and the E Street Band | High Hopes Tour                                      | April 24, 2014                     |                                                               |
| Bruno Mars                              | The Moonshine Jungle Tour                            | June 14, 2014                      | Aloe Blacc & Pharrell Williams                                |
| Bruno Mars                              | 24K Magic World Tour                                 | October 12, 2017                   | Jorja Smith                                                   |
| Casting Crowns                          | The Very Next Thing Tour                             | March 10, 2017                     | Danny Gokey & Unspoken                                        |
| Casting Crowns                          | Only Jesus Tour                                      | April 19, 2019                     | Zach Williams & Austin French                                 |
| The Chainsmokers                        | Memories Do Not Open Tour                            | May 24, 2017                       | Kiiara & Emily Warren                                         |
| Charlie Wilson                          | Forever Charlie Tour                                 | February 18, 2015                  | Kem Joe                                                       |
| Charlie Wilson                          | In It To Win It Tour                                 | October 28, 2017                   |                                                               |
| Cher                                    | Dressed to Kill Tour                                 | May 7, 2014                        | Cyndi Lauper                                                  |
| Cher                                    | Here We Go Again Tour                                | January 27, 2019                   | Nile Rodgers & Chic                                           |
| Christina Aguilera                      | Back to Basics Tour                                  | May 1, 2007                        | Pussycat Dolls & Danity Kane                                  |
| Dave Matthews Band                      | Winter 2012 Tour                                     | December 12, 2012                  | The Lumineers                                                 |
| Def Leppard & Journey                   | Def Leppard &amp; Journey 2018 Tour                  | June 5, 2018                       |                                                               |
| Demi Lovato                             | Demi World Tour                                      | September 12, 2014                 | MKTO                                                          |
| Eagles                                  | Long Road Out of Eden Tour                           | June 17, 2010                      | Dixie Chicks                                                  |
| Eagles                                  | History of the Eagles – Live in Concert              | February 28, 2014                  | JD &amp; The Straight Shot                                    |
| Eagles                                  | An Evening with the Eagles                           | April 17, 2018                     | JD &amp; The Straight Shot                                    |
| Ed Sheeran                              | ÷ Tour                                               | September 2, 2017                  | James Blunt                                                   |
| Elevation Worship                       | Outcry Tour                                          | April 29, 2017                     |                                                               |
| Elton John                              | Greatest Hits Tour                                   | March 16, 2012                     |                                                               |
| Elton John                              | Farewell Yellow Brick Road Tour                      | March 12, 2019                     |                                                               |
| Eric Church                             | The Outsiders World Tour                             | April 23, 2015                     | Dwight Yoakam, Brothers Osborne Halestorm & Drive By Truckers |
| Eric Clapton                            | 50th Anniversary Tour                                | April 3, 2013                      | The Wallflowers                                               |
| Garth Brooks                            | The Garth Brooks World Tour with Trisha Yearwood     | March 11, 2016                     | Trisha Yearwood                                               |
| Garth Brooks                            | The Garth Brooks World Tour with Trisha Yearwood     | March 12, 2016                     | Trisha Yearwood                                               |
| Garth Brooks                            | The Garth Brooks World Tour with Trisha Yearwood     | March 13, 2016                     | Trisha Yearwood                                               |
| Jim Gaffigan                            | Noble Ape Tour                                       | November 8, 2017                   |                                                               |
| Jonas Brothers                          | Happiness Begins Tour                                | August 14, 2019                    | Bebe Rexha & Jordan McGraw                                    |
| Justin Timberlake                       | The 20/20 Experience World Tour                      | November 13, 2013                  | The Weeknd                                                    |
| Justin Timberlake                       | The Man of the Woods Tour                            | January 6, 2019                    | Francesco Yates                                               |
| Lady Gaga                               | The Monster Ball Tour                                | September 19, 2010                 | Semi Precious Weapons                                         |
| Katy Perry                              | California Dreams Tour                               | June 14, 2011                      | Robyn & DJ Skeet Skeet                                        |
| Katy Perry                              | The Prismatic World Tour                             | June 22, 2014                      | Capital Cities & Ferras                                       |
| Keith Urban                             | Escape Together World Tour                           | June 19, 2009                      | Sugarland                                                     |
| Keith Urban                             | Get Closer 2011 World Tour                           | June 25, 2011                      | Jake Owen                                                     |
| Kelly Clarkson & Clay Aiken             | Independent Tour                                     | March 1, 2004                      | The Beu Sisters                                               |
| Kenny Chesney                           | The Big Revival Tour                                 | May 28, 2015                       | Jake Owen & Cole Swindell                                     |
| Kevin Hart                              | What Now                                             | May 1, 2015                        |                                                               |
| Kiss                                    | End of the Road World Tour                           | April 6, 2019                      | David Garibaldi                                               |
| Luis Miguel                             | México En La Piel Tour                               | October 26, 2005                   |                                                               |
| Luis Miguel                             | México Por Siempre Tour                              | June 18, 2019                      |                                                               |
| Macklemore & Ryan Lewis                 | The Heist Tour                                       | November 19, 2013                  |                                                               |
| Metallica                               | WorldWired Tour                                      | January 28, 2019                   | Jim Breuer                                                    |
| Michael Bublé                           | Crazy Love Tour                                      | July 9, 2010                       | Naturally 7                                                   |
| Michael Bublé                           | To Be Loved Tour                                     | October 25, 2013                   | Naturally 7                                                   |
| Miley Cyrus                             | Bangerz Tour                                         | April 8, 2014                      | Icona Pop                                                     |
| Mötley Crüe                             | Mötley Crüe Final Tour                               | August 28, 2015                    | Alice Cooper                                                  |
| New Kids on the Block                   | Mixtape Tour                                         | July 7, 2019                       | Salt-N-Pepa, Tiffany, Debbie Gibson & Naughty By Nature       |
| Nickelback                              | All the Right Reasons Tour                           | September 3, 2006                  | Hoobastank & Chevelle                                         |
| Nine Inch Nails                         | Twenty Thirteen Tour                                 | October 21, 2013                   | Godspeed You! Black Emperor & Explosions in the Sky           |
| One Direction                           | Take Me Home Tour                                    | June 22, 2013                      | 5 Seconds of Summer                                           |
| Paul McCartney                          | Driving World Tour                                   | October 7, 2002                    |                                                               |
| Paul McCartney                          | Freshen Up                                           | May 27, 2019                       |                                                               |
| Prince                                  | Welcome 2                                            | March 23, 2011                     | Anthony Hamilton                                              |
| Red Hot Chili Peppers                   | Stadium Arcadium World Tour                          | January 22, 2007                   | Gnarls Barkley                                                |
| Red Hot Chili Peppers                   | I'm With You World Tour                              | April 4, 2012                      | Santigold                                                     |
| Red Hot Chili Peppers                   | The Getaway World Tour                               | April 15, 2017                     | Babymetal & Jack Irons                                        |
| Roger Waters                            | The Wall Live                                        | July 9, 2012                       |                                                               |
| Rush                                    | Clockwork Angels Tour                                | May 3, 2013                        |                                                               |
| Sam Smith                               | In the Lonely Hour Tour                              | June 23, 2015                      | Gavin James                                                   |
| Sam Smith                               | In the Lonely Hour Tour                              | October 6, 2015                    | Gavin James                                                   |
| Stevie Nicks                            | 24 Karat Gold Tour                                   | March 19, 2017                     | The Pretenders                                                |
| Sugarland                               | Still the Same Tour                                  | May 26, 2018                       | Brandy Clark & Clare Bowen                                    |
| Taylor Swift                            | Fearless Tour                                        | May 1, 2010                        | Kellie Pickler & Gloriana                                     |
| Taylor Swift                            | Speak Now World Tour                                 | November 17, 2011                  | NEEDTOBREATHE & Danny Gokey                                   |
| Taylor Swift                            | The Red Tour                                         | September 13, 2013                 | Ed Sheeran & Casey James                                      |
| Taylor Swift                            | The 1989 World Tour                                  | June 9, 2015                       | Vance Joy                                                     |
| TLC                                     | FanMail Tour First ticketed concert at the venue     | November 5, 1999                   | Ideal                                                         |
| Tim McGraw & Faith Hill                 | Soul2Soul Tour                                       | July 15, 2000                      | Keith Urban                                                   |
| Tim McGraw & Faith Hill                 | Soul2Soul II Tour                                    | June 9, 2006                       |                                                               |
| Tina Turner                             | Twenty Four Seven Tour                               | October 8, 2000                    | Joe Cocker                                                    |
| Trans-Siberian Orchestra                | TSO East 2016                                        | December 14, 2016                  |                                                               |
| Tom Petty and the Heartbreakers         | Hypnotic Eye Tour                                    | September 18, 2014                 | Steve Winwood                                                 |
| Twenty One Pilots                       | The Bandito Tour                                     | June 11, 2019                      | Bear Hands                                                    |
| Van Halen                               | 2008 North American Tour                             | May 5, 2008                        | Ryan Shaw                                                     |
| The Who                                 | The Who Hits 50!                                     | April 21, 2015                     | Joan Jett and the Blackhearts                                 |
| Winter Jam Tour Spectacular             | Winter Jam 2012                                      | January 7, 2012                    |                                                               |
| Winter Jam Tour Spectacular             | Winter Jam 2014                                      | January 3, 2014                    |                                                               |
| Winter Jam Tour Spectacular             | Winter Jam 2015                                      | March 13, 2015                     |                                                               |
| Winter Jam Tour Spectacular             | Winter Jam 2016                                      | March 25, 2016                     |                                                               |
| Winter Jam Tour Spectacular             | Winter Jam 2017                                      | January 22, 2017                   |                                                               |
| Winter Jam Tour Spectacular             | Winter Jam 2018                                      | March 24, 2018                     |                                                               |
| Winter Jam Tour Spectacular             | Winter Jam 2019                                      | March 22, 2019                     |                                                               |
| Xscape                                  | The Great Xscape Tour                                | December 3, 2018                   | Tamar Braxton, Monica Zonnique & June's Diary                 |